# Anartia jatrophae

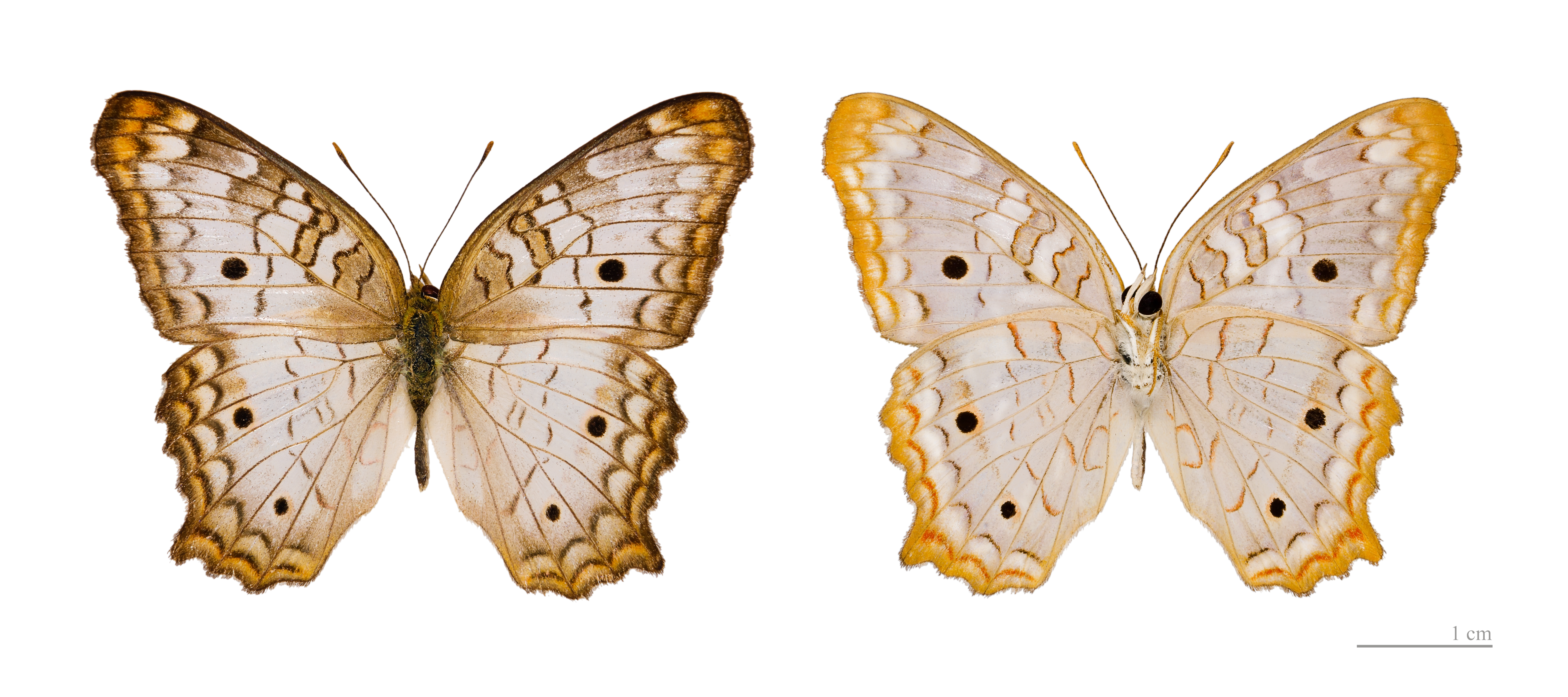
♂ Zwei Ansichten des gleichen Exemplars

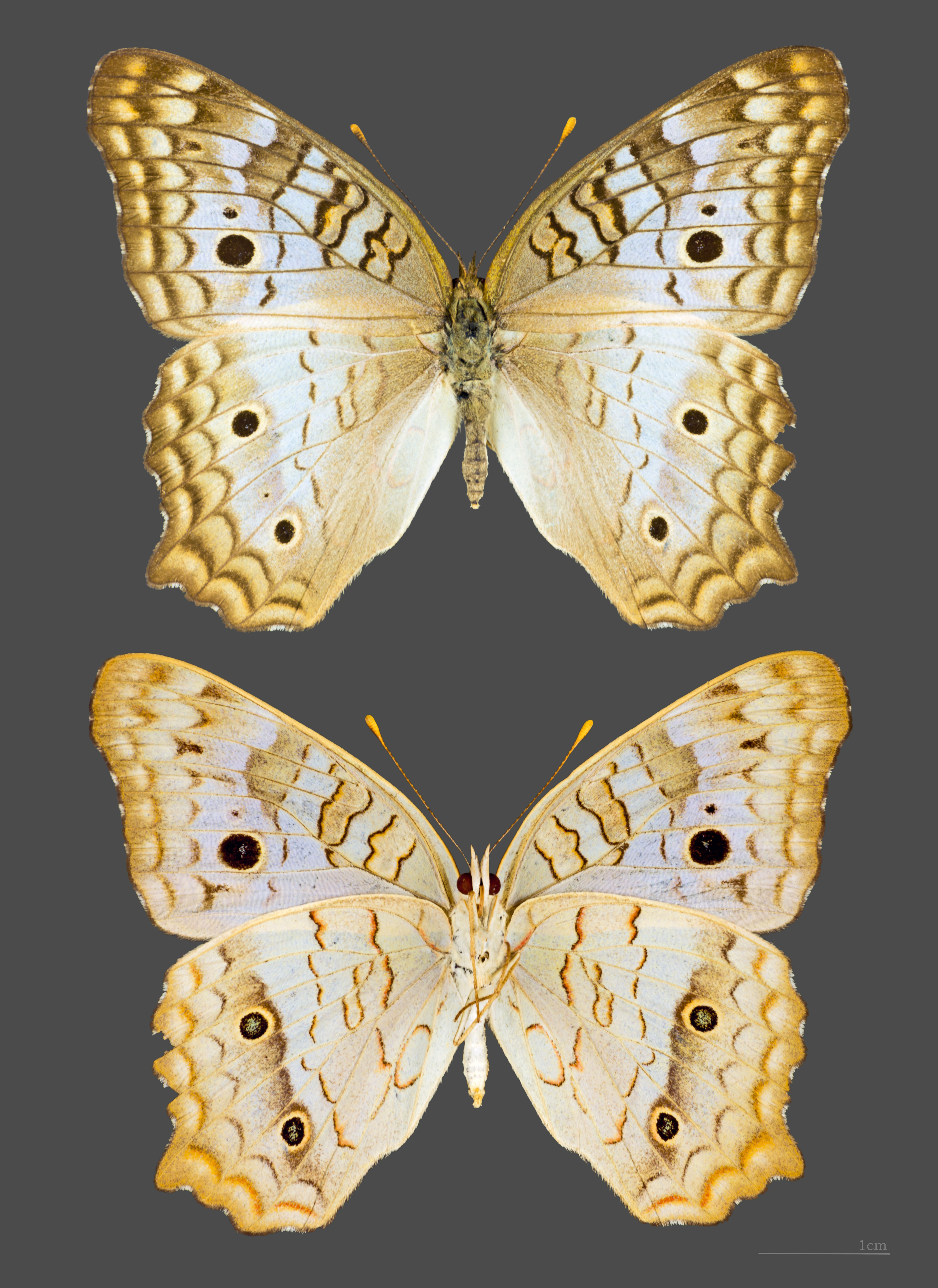
♀ Zwei Ansichten des gleichen Exemplars

Anartia jatrophae ist ein Schmetterling (Tagfalter) aus der Familie der Edelfalter (Nymphalidae).

## Beschreibung

### Falter
Die Flügelspannweite der Falter beträgt 51 bis 70 Millimeter. Die Grundfarbe ist weißlich. Auf den Vorderflügeln befindet sich ein schwarzer, kreisrunder Fleck in der Nähe des Innenwinkels. Am Vorderrand heben sich zwei bis drei längliche, gelbbraune Flecke ab. Die Submarginalregion ist ebenfalls gelbbraun gefärbt und von dunklen Linien durchzogen. Auf den Hinterflügeln sind zwei weitere kleine, schwarze, kreisrunde Flecke nahe der gelbbraunen und von dunklen Linien durchzogenen Submarginalregion zu erkennen. Ein kurzes Schwänzchen ist mehr oder weniger stark ausgebildet. Die Flügelunterseite zeigt ähnliche Zeichnungselemente wie die Oberseite, diese sind jedoch blasser und schwächer ausgeprägt.

### Ei, Raupe, Puppe
Die blass gelblichen Eier sind mit vielen Rippen versehen und werden recht willkürlich einzeln an den Nahrungspflanzen oder in deren Nähe abgelegt. Die Raupen sind bräunlich bis schwärzlich und weisen am Körper zahlreiche feine weißliche oder silbrige Punkte sowie orange Warzen und stark verzweigte schwarze Dornen auf. Am Kopf befinden sich zwei kleine schwarze Hörner, die am Ende keulenförmig verdickt sind. Die Stürzpuppe hat meist eine helle, grünliche Farbe und zeigt einige dunkle Zeichnungselemente am Kremaster. Zuweilen kommen auch gänzlich schwarze Puppen vor.

## Verbreitung und Vorkommen
Das Verbreitungsgebiet der Art umfasst die südlichen Bundesstaaten der USA sowie weite Teile Mittel- und Südamerikas einschließlich der Antillen und der Bahamas. Gelegentlich wandern die Falter in nördliche US-Bundesstaaten bis nach Iowa und Massachusetts. Sie besiedeln bevorzugt offenes, zuweilen sumpfiges Gelände.

## Lebensweise
Die Falter fliegen in Florida und Texas in mehreren Generationen das ganze Jahr hindurch. Sie saugen gerne Nektar an Blüten. Die Raupen leben an einer Vielzahl verschiedenster Pflanzen, dazu zählen Braunwurzgewächse (Scrophulariaceae), Eisenkrautgewächse (Verbenaceae), Akanthusgewächse (Acanthaceae) und Lippenblütler (Labiatae).

## Unterarten
Neben der Nominatform Anartia jatrophae jatrophae werden folgende Unterarten unterschieden:
- Anartia jatrophae corona Gosse, 1880
- Anartia jatrophae guantanamo Munroe, 1942
- Anartia jatrophae intermedia Munroe, 1942
- Anartia jatrophae jamaicensis Möschler, 1886
- Anartia jatrophae luteipicta Fruhstorfer, 1907
- Anartia jatrophae pallida Köhler, 1923
- Anartia jatrophae saturata Staudinger, 1888
- Anartia jatrophae semifusca Munroe, 1942